# Kwartalnik Kliniczny Szpitala Starozakonnych w Warszawie
Kwartalnik Kliniczny Szpitala Starozakonnych w Warszawie – pierwsze w Polsce czasopismo szpitalne.
Kwartalnik Szpitala Starozakonnych w Warszawie zaczął ukazywać się w 1922 roku, było to wtedy pierwsze w Polsce czasopismo szpitalne. Redaktorem naczelnym był Julian Rotstadt, a w komitecie redakcyjnym byli m.in. Edward Flatau, Ludwik Eliasz Bregman, Gerszon Lewin, Antoni Natanson, Stanisław Leopold Lubliner. Czasopismo wydawało oryginalne przyczynki oraz dyskusje kliniczne.